# فنون قتالية يابانية

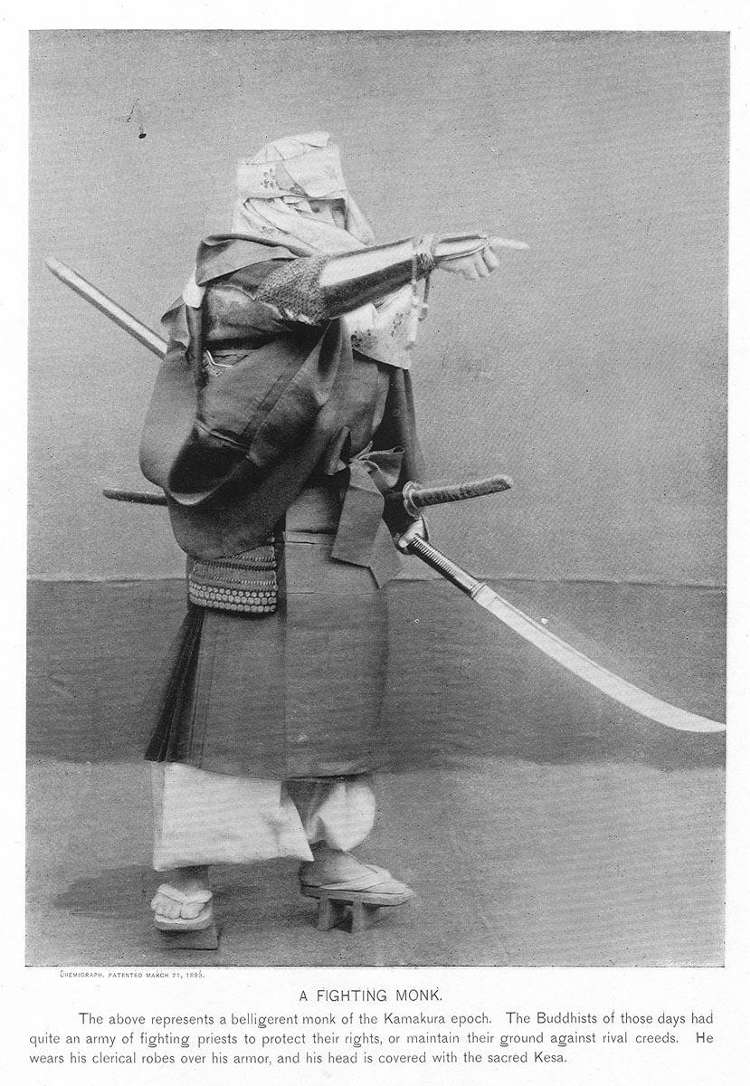
أواخر القرن 19 صورة لمحارب جبلي ياباني وكاهن وهو مرتدي بزة قتالية

مصطلح الفنون القتالية اليابانية. يضم مجموعة متنوعة للفنون القتالية التي أصلها في اليابان. تترجم على الأقل ثلاثة مصطلاحات يابانية:
بودو الذي يعني "طريق الحرب"، بوجيتسو (تقنيات الحرب)، وبوجي (فن قتالي). المصطلح الأول، بودو، مصطلح معاصر، ويشير إلى ممارسة فنون الدفاع عن النفس كوسيلة للحياة، يحمل أبعاد جسدية معنوية وروحية. مصطلح بوجوتسو وبوجي لها تعريف مقيد، خاصة في الاستخدام التاريخي الخاص بهم. بوجوتسو يشير تحديدا إلى التطبيق العملي لتقنيات الدفاع عن النفس في المواقف القتالية الحقيقية، في حين بوجي يشير إلى تكيف هذه التقنيات والتكتيكات لتعليمهم في سياق محدد.

## تاريخ
في اليابان، كوريو (古 流؟، حرفيا "المدرسة القديمة") تشير إلى مدراس الفنون القتالية اليابانية القديمة، من نقطة نظر تأسيسها، في ثورة ميجي (1866) أو في مرسوم (1876)، الذي يمنع حمل السلاح في الأماكن العامة.
الفنون القتالية اليابانية نمت وتطورت عبر القرون حتى عام 1868. الساموراي والرومان كلهم درسوا وجددوا ونقلوا إلى داخل هذه أماكن المجتمعات. كانت موجودة عدة أنواع كوريو حيث تمت دراسة الأسلحة وفن اليد من قبل البوشي. بعد 1868 والاضطرابات الاجتماعية، طريقة الانتقال كانت عُدلت، التغيير الذي يوضح الفصل إلى صنفين كوريو بوجوتسو (فنون قتالية للمدرسة القديمة) وبودو (فنون الدفاع الحديثة). اليوم يوجد هذين النوعين من الانتقال. منذ سنوات في أوروبا، يمكن ايجاد بالمرة كوريو بوجوتسو وبودو. في بعض الأحيان، في اليابان مثل الخارج، نفس المعلمين ونفس الطلاب يدرسون النوعين للفنون القتالية، القديمة والحديثة.